# Западен Кейп
Западен Кейп (на английски: Western Cape, на африкаанс Wes-Kaap) е провинция в югозападната част на Република Южна Африка (РЮА). Граничи с провинциите Северен Кейп на север и Източен Кейп на изток и с Индийския океан на юг и запад. Административен център е град Кейптаун.

## Административно деление
Провинция Западен Кейп се състои от 6 окръга (2001):
| Карта | Окръзи в Западен Кейп |
| ----- | --- |
|       | - Кейптаун – 2 893 251 души - Кейп Уайнландс – 630 494 души - Идън – 454 924 души - Западен Коуст – 267 590 души - Оверберг – 203 522 души - Централен Кару – 57 321 души |

## Население
- 4 524 335 (2001)
- 4 839 800 (2007)

### Расов състав
- 53,9% – цветнокожи
- 26,7% – черни
- 18,4% – бели
- 1,0% – азиатци

### Езици
- 55,3% – африкаанс
- 23,7% – кхоса
- 19,3% – английски

## Политика
На провинциалните парламентарни избори, проведени на 22 април, 2009 година, най-много гласове взема Демократичения алианс – 51,46 % (22 места), следват, Африкански национален конгрес – 31,55 % (14 места) и още 3 партии с общо 6 места от общо 42 места.